# Dangaio
Dangaio (破邪大星ダンガイオー?, Hajyataisei Dangaioh) è una serie di OAV giapponese prodotta dallo studio Anime International Company e pubblicata in Giappone nel 1987. Il character design di Dangaio fu curato da Toshihiro Hirano, il mecha design da Shōji Kawamori e Masami Ōbari, e l'animazione da Hideaki Anno. La serie fu pubblicata in Italia in 3 VHS dalla Granata Press.

## Trama
Tre ragazze (Miya, Lamba e Pai) ed un ragazzo (Rol) si risvegliano senza ricordare alcun avvenimento del loro passato. Ciascuno di loro ricorda solo il proprio nome, ma non hanno il tempo di fermarsi a pensare: una voce li informa che l'astronave dove si trovano si autodistruggerà, e che hanno poco tempo per abbandonarla.
La loro unica speranza di fuga consiste nei quattro mecha ipertecnologici in grado di unirsi in Dangaio, possente robot da guerra. Servendosi dei loro eccezionali poteri, i quattro riescono ad avere la meglio sui sistemi di sicurezza, programmati apposta per ostacolarli; infine, riescono a mettersi in salvo.
Alla ricerca del loro passato, i giovani apprendono che l'astronave madre serviva a metterli alla prova: il dr. Tarsan, uno scienziato al soldo del tiranno Garimorth, li aveva sottoposti a vari trattamenti, allo scopo di plagiarli e farne delle micidiali armi al servizio dei Banker, i sanguinari pirati spaziali capeggiati dallo stesso Garimorth.
Pentitosi, il dr. Tarsan decide di aiutarli ma il suo ex-assistente, Gil Berg, ha giurato fedeltà a Garimorth ed è pronto a tutto pur di eliminarli. GIl Berg è a conoscenza del drammatico passato dei quattro ragazzi ed è in grado di utilizzarlo contro di loro per renderli vulnerabili.

## Sviluppo del progetto
Verso la metà degli anni ottanta, la AIC, in accordo con la Dynamic Planning, iniziò i lavori per un remake di Mazinger Z in OAV. La miniserie si sarebbe dovuta chiamare DaiMazinger o Daimajinga (in Giapponese: ダイマジンガー o 大魔神我 rispettivamente) ed avrebbe avuto Toshiki Hirano e Masami Obari nei ruoli rispettivamente di character designer e mecha designer. La notizia, inizialmente riservata, riuscì a trapelare; di conseguenza la Toei Animation protestò, dicendo che i diritti sull'animazione di Mazinger erano solo suoi, e riuscì a far bloccare il progetto. Parte del materiale su quella serie mai realizzata è stata in seguito pubblicata all'interno del volume Go Nagai's Animation Chronicle.
In un'intervista rilasciata a Federico Colpi e pubblicata sulla rivista Mangazine n.29, Obari si dichiarò egli stesso fan di Gō Nagai e definì Dangaio "il mio sfogo per non essere riuscito a fare Mazinga". L'animatore spiegò di aver basato il Dangaio sul concept design di quello che sarebbe dovuto originariamente essere il DaiMazinger/Daimajinga, ma rendendolo componibile come il suo robot preferito, il Getter.

## Great Dangaioh
Una serie televisiva di tredici episodi, Haja Kyosei G Dangaioh (破邪巨星Gダンガイオー Haja Kyosei Gureito Dangaiō), è stata trasmessa dal 5 aprile 2001 sino al 5 luglio 2001 dall'emittente giapponese TV Asahi. Creata e diretta da Toshihiro Hirano, e prodotta dallo studio Anime International Company, la serie prende il nome della serie originale, ma sviluppa una storia completamente differente, che si collega all'originale soltanto per alcuni particolari.

## Personaggi
- Miya Alice: diciottenne originariamente residente a Tokyo. Ha la capacità unica di utilizzare grandi quantità di energia cinetica, anche a molta distanza, il che le permette di volare, creare scudi psichici ecc. Rapita dal dottor Tarsan a causa del suo talento, la sensibile Miya è la più riluttante del gruppo ad usare i propri poteri.
Inizialmente sembra non aver alcun controllo della telecinesi, la quale si viene però a manifestare sempre nel momento del bisogno: quando ciò accade diventa la più forte tra i suoi compagni di squadra, oltre che leader non ufficiale e voce della coscienza del gruppo.
- Lamba Nom: 14 anni, era una principessa sul suo pianeta natale, fino a quando non è stato invaso dalle forze di Garimoth; è il membro più giovane della squadra componente il Dangaioh. Sua specialità è quella di controllare esplosioni letali di raggi energetici concentrati dagli indici delle mani.
Insicura ed abbastanza infantile a causa della vita protetta che conduceva al palazzo reale.
- Pai Thunder: 22 anni, figlia del capitano Garimoth, capo dei temibili pirati spaziali Banker; i suoi poteri si trovano nella sua grande forza fisica. Lei è anche la più ribelle del gruppo, e rifiuta sempre l'autorità in modo deciso.
- Rol Kran: 20 anni, ha un carattere timido e parla raramente; solamente quando diviene pilota del Dangaioh, ecco che allora si fa aggressivo e competente. Il suo potere gli permette di generare gran quantità d'energia psichica mentre corre, ottenendo in tal modo una super-velocità e una resistenza vicina all'invulnerabilità.
In un tempo passato era leader di uno dei movimenti di guerriglia presenti nel suo pianeta natale, ma è stato tradito e in seguito venduto a Tarsan.
- Dottor Tarsan: lo scienziato geniale che sta dietro il progetto Dangaioh, in un primo momento aveva l'intenzione di vendere Alice e le sue amiche come armi viventi a Garimoth; in seguito si unisce ai 4 giovani contro le mire di conquista del pirata, fornendo loro il supporto tecnico di cui abbisognano.
Considerato come un mentore un po' cinico e distaccato.
- Gil Berg: in principio è uno degli scagnozzi di Tarsan; in seguito, sentendosi tradito dalle sue promesse non mantenute, cercherà di vendicarsi.
- Garimoth: il pirata spaziale più potente e temuto dell'intera galassia, ha commissionato a Tarsan la creazione di vere e proprie armi viventi (la futura squadra Dangaioh), ingannando a tal proposito anche la propria stessa figlia che fa aderire al progetto con l'inganno.
- Shazara: una donna che cerca vendetta contro Lamba

## Doppiaggio
| Nome originale | Doppiatore originale | Doppiatore italiano |
| -------------- | -------------------- | ------------------- |
| Mia Alice      | Mayumi Sho           | Beatrice Margiotti  |
| Rol Kuran      | Akira Kamiya         | Sergio Luzi         |
| Pai Thunder    | Naoko Matsui         | Cinzia De Carolis   |
| Lambda Nom     | Maya Okamoto         | Daniela Gatti       |
| Dr. Tarsan     | Takeshi Aono         | Elio Marconato      |
| Gil Berg       | Shigeru Chiba        | Romano Malaspina    |

## Episodi
| Nº | Titolo italiano Giapponese 「Kanji」 - Rōmaji                                                 | In onda           | In onda |
| Nº | Titolo italiano Giapponese 「Kanji」 - Rōmaji                                                 | Giapponese        |         |
| 1  | Tempesta nei cieli 「「破邪大星ダンガイオー」」 - Haja-Taisei Dangaioh                        | 28 settembre 1987 |         |
| 2  | Colpo mortale tra le lacrime 「「涙のスパイラルナックル」」 - Namida no Spiral Knuckle        | 25 ottobre 1988   |         |
| 3  | La vendetta di Gil Berg 「「復讐鬼ギルバーグ」」 - Dai-ichiwa Kanketsu-hen Fukushiki Gil Berg | 25 luglio 1989    |         |

## Colonna sonora
Sigle di apertura
- Cross Fight cantata da Mitsuko Horie & Ichirō Mizuki (eps 1-2)
- Cheap Thrills cantata da Hidemi Nakai (ep 3)

Sigle di chiusura
- Kokoro no Honesty (Honesty of the Heart) cantata da Mitsuko Horie (eps 1-2)
- Who's Gonna Win cantata da Hidemi Nakai (ep 3)